# Závodi Gábor
Závodi Gábor (Budapest, 1964. április 23.) Erkel Ferenc-díjas magyar zeneszerző, szövegíró, zenei producer, billentyűs.

## Életpályája
Első professzionális zenekara a Viki és a Flört volt, amellyel bejárta a világot: 1987-ben első magyar zenekarként részt vettek Cannes-ban a MIDEM-en, ezen kívül jártak Tokióban a Yamaha Fesztiválon, felléptek Los Angelesben és Las Vegasban. Alapító tagja a MEX együttesnek, ahol frontember volt, és először itt tűnt fel szövegíróként is. 
1989-től 2019-ig Demjén Ferenccel, 1992-től 2004-ig Somló Tamással, 1999 óta Koncz Zsuzsával, 2006 óta Rúzsa Magdival, mely előadóknál nem csak billentyűs, hanem zenekarvezető a koncerteken és zenei producer a lemezfelvételeken. Zeneszerzőként, szövegíróként számos dalt írt például Demjén Ferencnek, Koncz Zsuzsának, Somló Tamásnak, Szűcs Judithnak, Zsédának, Tóth Verának, Török Ádámnak, Rúzsa Magdinak, Zoránnak. A hazai mozifilmek számára is írt, hangszerelt zenét (Csinibaba, Zimmer Feri, Le a fejjel!, Casting minden). Az ő hangjával lett ismert az „Élj vele boldogan” című sláger. Stúdiójában, a Z-Mex stúdióban, dolgozott már szinte a magyar könnyűzenei élet egész élvonalával. A fent említett előadókon kívül koncerteken dolgozott együtt a következőkkel: Sing-Sing, Azok a fiúk, Sasvári Sándor, Irigy Hónaljmirigy, MHV, Vikidál Gyula, Homonyik Sándor, Locomotiv GT, Karácsony János, Kovács Kati, Szörényi Levente, Cserháti Zsuzsa, Bon-Bon, TNT,Takács Csaba, Balázs Fecó, Kaszás Attila, Kulka János.
Eddigi elismerései: több Év billentyűse díj, dupla Arany Zsiráf-díj a „Csinibaba” CD-ért a legtöbb eladott lemez és a legjobb filmzene kategóriában, az „ÉV legjobban szóló felvétele” díjat az LGT „424 – Mozdonyopera” című lemez hangmérnökeként. Artisjus Díj, " Az év zeneszerzője" 2017-ben. 2018-ban ProCultura Újbuda díjat kapott.
Rúzsa Magdival részt vett a 2007-es Eurovíziós Dalfesztiválon, ahol a 9. hely mellett a szakmai első díjat szerezték meg az Aprócska Blues című dallal, aminek zenei producere volt.
2014-ben nagyszabású születésnapi koncertet adott 50 hang címmel, ahol élőben együtt muzsikált szinte mindenkivel, akivel eddig együtt dolgozott.

## Díjak
- Artisjus-díj (2017) – Az év zeneszerzője
- Pro Cultura Újbuda (2018)
- Erkel Ferenc-díj (2019)